# Lord-lieutenant du Devon
L'Office du lord-lieutenant a été créé sous le règne d'Henri VIII (1509-1547), reprenant les fonctions militaires du shérif et contrôlant les forces militaires de la Couronne. À partir de 1569, on prévoyait la nomination de Deputy Lieutenants, et en 1662, le lord-lieutenant fut entièrement contrôlé par la milice. Le Forces Act of 1871 a transféré cette fonction à la Couronne et, en 1921, l'office a perdu son pouvoir d'appeler les hommes du comté à se battre en cas de besoin. Depuis 1711, tous les lord-lieutenants ont été Custos Rotulorum of Devon.

## Nomination et fonctions actuelles
Les lord-lieutenants sont nommés par la reine pour chaque comté du Royaume-Uni, pour représenter la Couronne. Ils sont non politiques et prennent leur retraite à l'âge de 75 ans. Le poste n'est pas rémunéré.
Les cinq fonctions principales du lord-lieutenant sont :
- Organiser des visites dans le comté par des membres de la famille royale et escorter les visiteurs royaux ;
- Présenter des médailles et des prix au nom de Sa Majesté, et donner des avis sur les nominations honorifiques ;
- Comme Custos Rotulorum of Devon, dirigeant des instances judiciaires locales en tant que président des comités consultatifs sur les juges de paix et des commissaires généraux de l'impôt sur le revenu ;
- Assurer la liaison avec les unités Royal Navy, Royal Marines, Army (et Territorial Army), Royal Air Force et associated cadet forces ;
- Participation à des activités civiques et bénévoles.

## Lord-lieutenants du Devon
Les personnes suivantes ont servi comme lord-lieutenant du Devon :
- John Russell, 1er comte de Bedford 1552–1555 de Bedford House (Exeter) et de Chenies Buckinghamshire
- John Bourchier (2e comte de Bath) 1556–1561, de Tawstock, Devon
- Francis Russell (2e comte de Bedford) 1584 – 28 juillet 1585
- William Bourchier (3e comte de Bath) 12 septembre 1586 – 12 juillet 1623 (gendre de son prédécesseur Francis Russell, 2e comte de  Bedford), de Tawstock, Devon
- Francis Russell (4e comte de Bedford) 18 juillet 1623 – 9 mai 1641 conjointement avec
- William Russell (1er duc de Bedford) 30 mars 1637 – 1642
- Interregnum
- George Monck, 1er duc de Albemarle 23 juillet 1660 – 3 janvier 1670, de Potheridge, Devon
- John Granville (1er comte de Bath) 10 février 1670 – 1675, de Stowe, Cornwall et de Bideford, Devon
- Christopher Monck 2e duc de Albemarle 2 décembre 1675 – 1685, de Potheridge, Devon
- John Granville, 1er comte de Bath 7 décembre 1685 – 1696 conjointement avec
- Charles Granville 2e baron Granville) 6 mai 1691 – 1693
- Thomas Grey (2e comte de Stamford) 24 avril 1696 – 1702
- John Poulett, 1er comte Poulett 21 juillet 1702 – 1714
- Sir William Courtenay, 2e baronnet 4 décembre 1714 – 1716, de Powderham, Devon
- John Carteret (2e baron Carteret) 13 juillet 1716 – 1721
- Hugh Fortescue (1e baron Clinton) 9 août 1721 – 1733, de Castle Hill, Devon
- Robert Walpole (2e comte d'Orford) 9 mai 1733 – 31 mars 1751, de Heanton Satchville, Devon et de Houghton Hall, Norfolk
- John Russell (4e duc de Bedford) 23 avril 1751 – 5 janvier 1771
- Vere Poulett (3e comte Poulett) 6 février 1771 – 14 avril 1788
- Hugh Fortescue (1er comte Fortescue) 21 mai 1788 – 1839, de Castle Hill, Devon
- John White Abbott, brièvement, en 1830s[1]
- Hugh Fortescue (2e comte Fortescue) 15 novembre 1839 – 14 septembre 1861, et Castle Hill, Devon
- Edward Seymour (12e duc de Somerset) 9 novembre 1861 – 28 novembre 1885, de Stover (Teigngrace), Devon et de Berry Pomeroy, Devon;
- Stafford Northcote, 1er comte d'Iddesleigh 20 janvier 1886 – 12 janvier 1887, de Pynes, Upton Pyne, Devon
- Charles Hepburn-Stuart-Forbes-Trefusis, 20e baron Clinton 16 février 1887 – 29 mars 1904, de Heanton Satchville
- Hugh Fortescue (4e comte Fortescue) 22 avril 1904 – 1928, de Castle Hill, Devon
- Francis Bingham Mildmay, 1er bBaron Mildmay of Flete 30 juin 1928 – 1936, de Flete, Holbeton, Devon
- Hugh Fortescue (5e comte Fortescue) 5 mai 1936 – 14 juin 1958, de Castle Hill (Filleigh), Devon
- Massey Lopes, 2e baron Roborough 16 juillet 1958 – 5 octobre 1978, de Maristow, Tamerton Foliot
- Sir Richard Amyatt Hull 5 octobre 1978 – 10 mai 1982[2]
- John Parker, 6e comte de Morley 10 mai 1982 – 16 septembre 1998[3] de Saltram, Plympton
- Sir Eric Dancer KCVO CBE JP 16 septembre 1998 – 17 avril 2015[4]
- David Fursdon depuis 17 avril 2015– présent [5]